# Ила (индуизм)
Ила (санскр. इला, IAST: Ilā) — андрогин в индуизме, персонаж индуистской мифологии, изменяющий свой пол. В своей мужской форме он известен как Судьюмна, а в своём женском обличье как Ила. Ила считается прародителем древнеиндийской Лунной династии, царей которой также называют айлами («потомками Илы»).
Существует несколько версий легенды. Чаще всего Ила описывается как дочь или сын Вайвасваты Ману и, таким образом, сестра или брат основателя Солнечной династии Икшваку. В тех версиях легенды, где Ила рождается девочкой, она по благословению превращается в мальчика вскоре после рождения. Уже во взрослом возрасте, войдя в священную рощу, Ила получает проклятие, в результате которого он/она меняет свой пол каждый месяц. Согласно другой версии — в результате проклятия Ила (Судьюмна) становится женщиной. В своём женском обличье, Ила выходит замуж за сына Сомы Будху и рождает ему сына по имени Пуруравас, который становится первым царём Лунной династии. После рождения Пурураваса, Ила снова становится мужчиной и отцом трёх сыновей.
В ведийской литературе, Ила прославляется как богиня речи Ида (санскр. इडा). В «Риг-веде» Ида первоначально — пища, прохладительное, возлияние из молока, а затем излияние благоговейной хвалы, олицетворённое в виде особой богини. Она является вдохновительницей Ману и ей приписывается установление первых правил жертвенного ритуала. Ида возникла из жертвы, принесённой Ману после потопа с целью получения потомства. Хотя Митра и Варуна звали её к себе, она осталась у Ману, который сочетался с ней и в посте и молитве положил начало своему роду. В Пуранах Ида является героиней различных легенд. Её история также приводится и в древнеиндийских эпосах «Махабхарате» и «Рамаяне».